# Народна армія визволення Судану

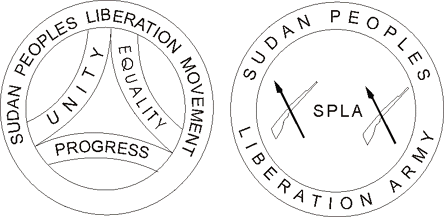
Емблема

Прапор

Наро́дна ар́мія ви́зволення Суда́ну та її політичне крило Народний рух визволення Судану (англ. Sudan People's Liberation Army/Movement) — повстанське угруповання, що вела боротьбу за автрономію південних негро-християнських провінцій Судану від арабсько-ісламського уряду. Рух заснував 1983 року Джон Ґаранґ. 2005 року між сторонами конфлікту було укладено перемир'я, яке триває досі. Рух підтримували Ефіопія та Уґанда.

## Історія
Лідером НАВС з 1983 року аж до своєї смерті від нещасного випадку в 2005 році, був Джон Гаранг, дінка. Він отримав академічну та військову підготовку в США, де він також отримав вищу освіту. У 1991 році НАВС розділилась на дві основні фракції: SPLA-Торіт під керівництвом Джона Гаранга, і НАВС-Насир, на чолі з нуером Рієка Мачара і шіллуком Ламом Акола. Внутрішнє ворогування призвело до подальшого розколу і громадянської війни між фракціями. 
Ці внутрішні конфлікти були причиною великого числа цивільних убитих, поранених і депортованих осіб. У квітні 1997 року НАВС-Насир уклали сепаратний мир з Хартумом (Хартум Мирного угоди, КНА). Табан Ден Гай, нуер, які змінилися з НОАС-Насир був Макар, лідер політичної партії Об'єднаний демократичний Судан форуму (УФСТ), який був також пов'язаний з суданським урядом з 1996 року. З 1996 року уряд також заснована в 1995 році в Південному Судані, Екваторіальної Defense Force (EDF), який бачив НОАС як загрозу, а потім працювати незалежно до 2002 року і є союзником інших груп. 
НОАС під Гаранг була головна повстанське угрупування на півдні країни. Переговорів про закінчення громадянської війни з урядом закінчилися невдачею, однак, 2002 року шестимісячного припинення вогню і довго шляхом переговорів демілітаризованою зоною. 
У лютому 2003 року ескалація конфлікту в Дарфурі, з їх відома або участі SPLA. На 9 Січень 2005 уклав мирний договір з НОАС, суданського уряду. Він виглядає поруч із роззброєння повстанців і їх інтеграцію в регулярну армію в ході референдуму в 2011 році, прийме рішення про чи півдні Судану буде залишатися в рамках всієї національної території. Має контролюватися мирний договір МООНВС.